# Coupe du monde de concours complet d'équitation
La coupe du monde de concours complet d'équitation est une compétition de concours complet d'équitation (CCE) qui se déroule tous les ans sous la forme d'un circuit de plusieurs concours avec une finale. En raison de problèmes d'organisation et de financement, la coupe du monde n'a plus eu lieu depuis la fin de la saison 2012.

## Organisation
En 2010, la compétition dispose de moyen financiers car elle est sponsorisée par le groupe bancaire HSBC, elle comporte donc douze étapes sur trois continents : Tallahassee (États-Unis), Kihikihi (Nouvelle-Zélande), Sydney (Australie), Marbach am Neckar (Allemagne), Chatsworth (Royaume-Uni), Tattersalls (Irlande), Strzegom (Pologne), Minsk (Biélorussie), Kalispell (États-Unis), Malmö (Suède), Le Pin-au-Haras (France), Schenefeld (Allemagne).
Lors de la dernière saison en 2012, il y a eu que quatre étapes, toutes européennes : Strzegom, Minsk, Malmö et la finale du Pin-au-Haras. La première aurait dû avoir lieu à Chatsworth en Angleterre, mais elle été annulée en raison des mauvaises conditions météorologiques. Les trois premiers de la finale remportent respectivement 15 000 €, 9 000 € et 4 000 €.
En novembre 2012, l'assemblée générale de la fédération équestre internationale (FEI) a décidé de suspendre l'organisation de la compétition à partir de 2013, dans l'objectif d'en réviser et d'en redéfinir le concept. En effet, la compétition souffre d'un manque de prestige et le niveau sportif est très variable : l'étape finale a par exemple été annulée en 2007 sans soulever d'opposition de la part des participants. L’absence de sponsor durant certaines éditions pose également problème : cela ayant des conséquences sur le nombre d'évènements et les dotations attribuées aux vainqueurs.

## Système de points
Lors de chaque évènement, des points sont attribués aux cavaliers, le cheval pouvant changer d'une compétition à l'autre. Seul les points des trois meilleures étapes sont retenus pour le classement de chaque participant. Voici la liste des points attribuées en fonction du classement  :
- 1re place : 41 points ;
- 2e place : 38 points ;
- 3e place : 36 points ;
- 4e place : 34 points ;
- 5e place : 32 points ;
- 6e place : 30 points ;
- 7e place : 28 points ;
- 8e place : 26 points ;
- 9e place : 24 points ;
- 10e place : 22 points ;
- tous les autres cavaliers terminant dans le premier quart du classement : 2 points ;
- 3e cavalier ayant terminé avec le résultat d'admissibilité minimum : 2 points ;
- 2e cavalier ayant terminé avec le résultat d'admissibilité minimum : 2 points ;
- dernier cavalier ayant terminé avec le résultat d'admissibilité minimum : 2 points.

## Finales et palmarès

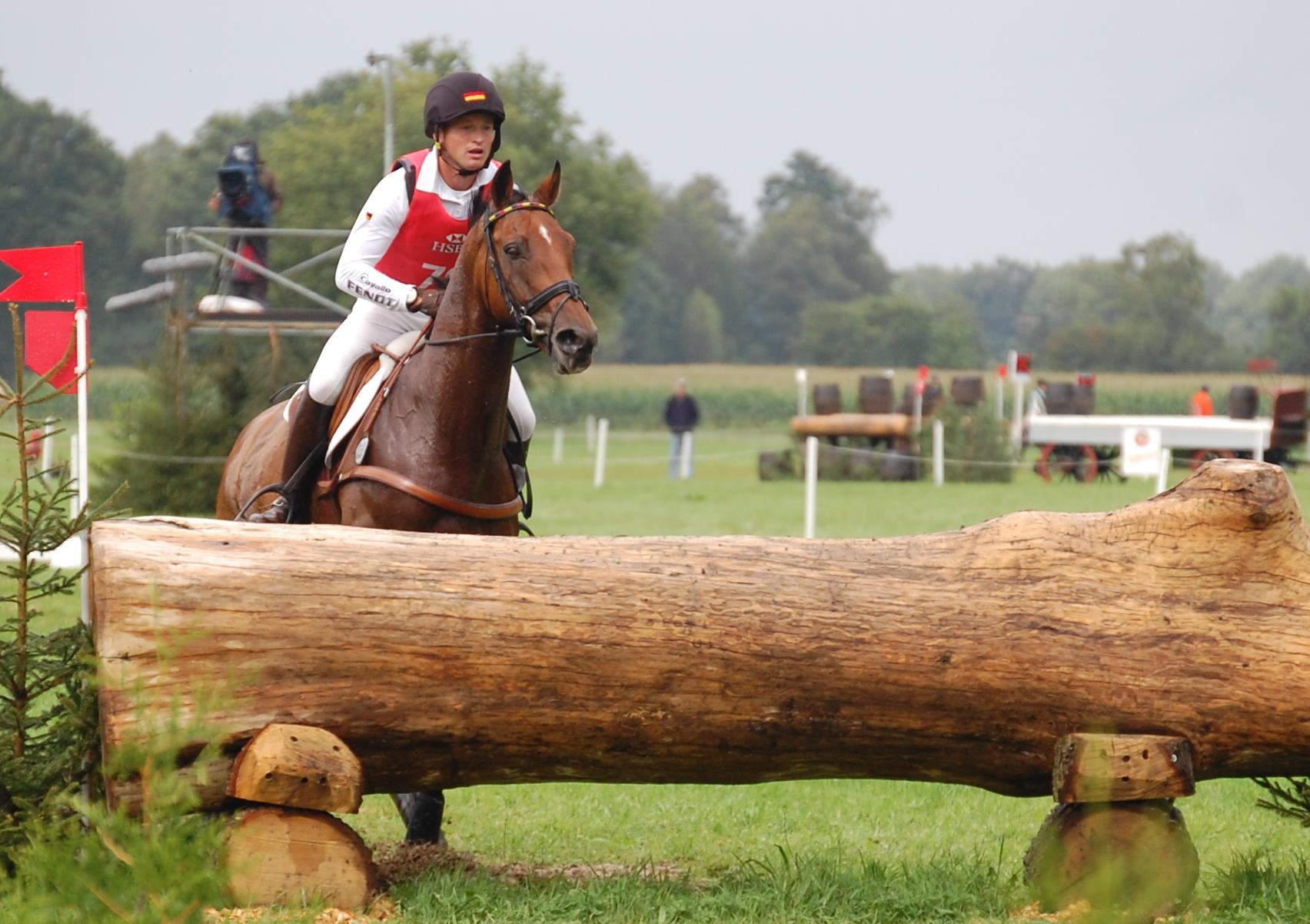
Michael Jung et son cheval La Biosthetique Sam, double vainqueurs de la compétition en 2009 et 2010.

| Saison      | Type de classement                | Cavalier           | Cheval              |
| ----------- | --------------------------------- | ------------------ | ------------------- |
| 2003        | Finale à Pau ( France)            | Linda Algotsson    | Stand by me         |
| 2004        | Finale à Pau ( France)            | Linda Algotsson    | Stand by me         |
| 2005        | Finale à Malmö ( Suède)           | Clayton Fredericks | Ben Along Time      |
| 2006        | Finale à Malmö ( Suède)           | Nicolas Touzaint   | Galan de Sauvagère  |
| 2007        | Classement basé sur les 16 étapes | Nicolas Touzaint   | Galan de Sauvagère  |
| 2008        | Finale à Deauville ( France)      | Clayton Fredericks | Ben Along Time      |
| 2009        | Finale à Strzegom ( Pologne)      | Michael Jung       | La Biosthetique Sam |
| 2010        | Classement basé sur les 12 étapes | Michael Jung       | La Biosthetique Sam |
| 2011        | Classement basé sur les 8 étapes  | Clarke Johnstone   | Orient Express      |
| 2012        | Classement basé sur les 4 étapes  | Felix Vogg         | Onfire              |
| Depuis 2013 | Pas d'édition                     | Pas d'édition      | Pas d'édition       |